# Kelly Kaye
Kelly Kaye (ur. 12 lutego 1974) – kanadyjska snowboardzistka. Nie startowała na igrzyskach olimpijskich ani na mistrzostwach świata w snowboardzie. Najlepsze wyniki w Pucharze Świata osiągnęła w sezonie 1995/1996, kiedy to zajęła 8. miejsce w klasyfikacji halfpipe’a.
W 2005 r. zakończyła karierę.

## Sukcesy

### Puchar Świata

#### Miejsca w klasyfikacji generalnej
- 1995/1996 - -
- 1996/1997 - 34.
- 1997/1998 - 55.

#### Miejsca na podium
1. Mount Bachelor – 17 marca 1996 (Halfpipe) - 2. miejsce
2. Whistler – 15 grudnia 1996 (Halfpipe) - 2. miejsce